# Jocuri Olimpice de vară
Jocurile Olimpice de vară reprezintă un eveniment sportiv care se desfășoară odată la patru ani, eveniment organizat de Comitetul Internațional Olimpic (CIO). Primele Jocuri Olimpice moderne s-au desfășurat la Atena în 1896. Începând cu anul 1904, medaliile sunt acordate pentru fiecare eveniment sportiv cu aur pentru locul întâi, argint pentru locul doi și bronz pentru locul trei.
Regulile de calificare pentru fiecare sport olimpic sunt stabilite de Federația Internațională care guvernează fiecare sport internațional din competiție.

## România la Jocurile Olimpice
Prima medalie olimpică din istoria României datează de la ediția din 1924, când echipa de rugby a câștigat medalia de bronz.

## Lista sporturilor olimpice
43 de sporturi diferite, care acoperă 56 de discipline sportive, au făcut parte din programul olimpic la un moment sau altul. Programul olimpiadelor din 2000, 2004 și 2008 a inclus 28 de sporturi iar pentru Jocurile Olimpice din 2012 baseball-ul și softbalul au fost eliminate, reducând programul olimpic la 26 de sporturi.
| Sport            | Ani                  |
| ---------------- | -------------------- |
| Atletism         | toate edițiile       |
| Badminton        | din 1992             |
| Baseball         | 1992–2008            |
| Baschet          | din 1936             |
| Bărci motorizate | 1908                 |
| Box              | 1904, 1908, din 1920 |
| Caiac canoe      | din 1936             |
| Canotaj          | din 1900             |
| Ciclism          | toate edițiile       |
| Cricket          | 1900                 |
| Croquet          | 1900                 |
| Echitație        | 1900, din 1912       |
| Fotbal           | 1900–1928, din 1936  |
| Golf             | 1900, 1904           |
| Gimnastică       | toate edițiile       |
| Înot sincron     | din 1984             |
| Haltere          | 1896, 1904, din 1920 |
| Handbal          | 1936, din 1972       |
| Hochei pe iarbă  | 1908, 1920, din 1928 |
| Jeu de paume     | 1908                 |
| Judo             | 1964, din 1972       |
| Lacrosse         | 1904, 1908           |

| Sport            | Ani                             |
| ---------------- | ------------------------------- |
| Lupte            | 1896, din 1904                  |
| Natație          | toate edițiile                  |
| Navigație        | 1900, din 1908                  |
| Pelotă           | 1900                            |
| Pentatlon modern | din 1912                        |
| Polo călare      | 1900, 1908, 1920, 1924, 1936    |
| Polo pe apă      | 1900, din 1908                  |
| Rackets          | 1908                            |
| Roque            | 1904                            |
| Rugby            | 1900, 1908, 1920, 1924          |
| Tir sportiv      | 1896, 1900, 1908–1924, din 1932 |
| Sărituri în apă  | din 1904                        |
| Scrimă           | toate edițiile                  |
| Softball         | 1996–2008                       |
| Tenis de masă    | din 1988                        |
| Taekwondo        | din 2000                        |
| Tenis            | 1896–1924, din 1988             |
| Tir cu arcul     | 1900–1912, 1920, din 1972       |
| Triatlon         | din 2000                        |
| Tras de sfoară   | 1900–1920                       |
| Volei            | din 1964                        |

## Lista Jocurilor Olimpice moderne de vară

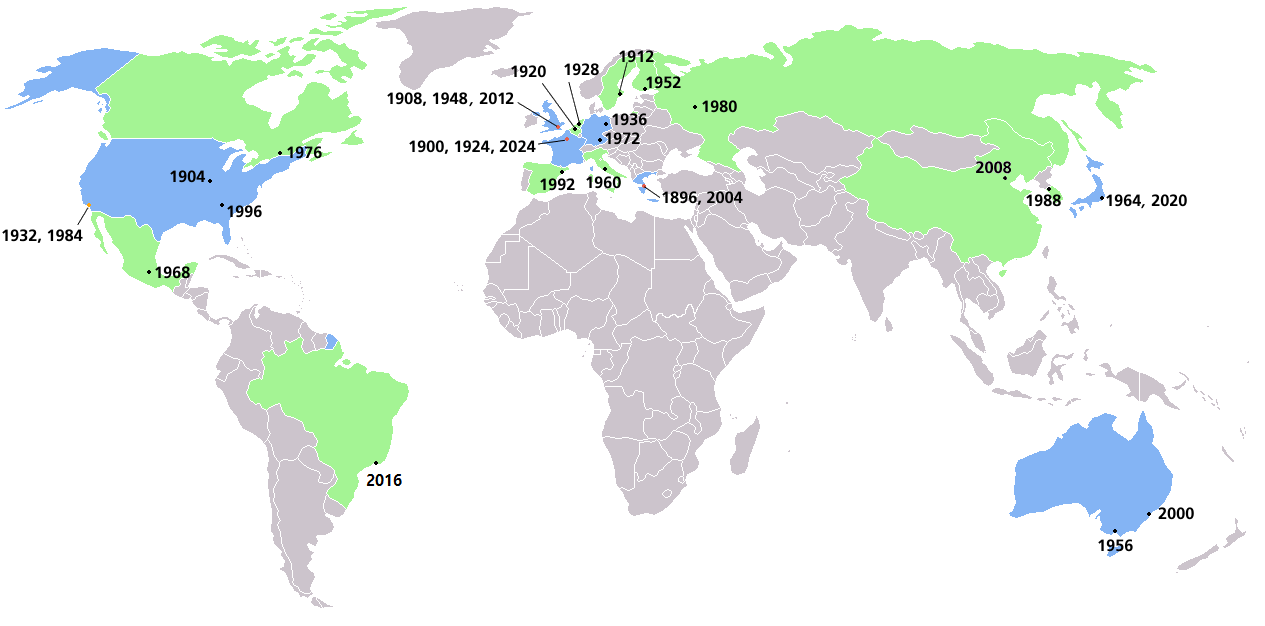
Harta orașelor gazdă a Jocurilor

| 1896 | Prima ediție a Jocurilor Olimpice      | Atena, Grecia                                                 |
| 1900 | A II-a ediție a Jocurilor Olimpice     | Paris, Franța                                                 |
| 1904 | A III-a ediție a Jocurilor Olimpice    | St. Louis, Missouri, SUA                                      |
| 1908 | A IV-a ediție a Jocurilor Olimpice     | Londra, Regatul Unit al Marii Britanii și al Irlandei         |
| 1912 | A V-a ediție a Jocurilor Olimpice      | Stockholm, Suedia                                             |
| 1920 | A VII-a ediție a Jocurilor Olimpice    | Anvers, Belgia                                                |
| 1924 | A VIII-a ediție a Jocurilor Olimpice   | Paris, Franța                                                 |
| 1928 | A IX-a ediție a Jocurilor Olimpice     | Amsterdam, Olanda                                             |
| 1932 | A X-a ediție a Jocurilor Olimpice      | Los Angeles, California, SUA                                  |
| 1936 | A XI-a ediție a Jocurilor Olimpice     | Berlin, Germania Nazistă                                      |
| 1948 | A XIV-a ediție a Jocurilor Olimpice    | Londra, Regatul Unit al Marii Britanii și al Irlandei de Nord |
| 1952 | A XV-a ediție a Jocurilor Olimpice     | Helsinki, Finlanda                                            |
| 1956 | A XVI-a ediție a Jocurilor Olimpice    | Melbourne, Australia                                          |
| 1960 | A XVII-a ediție a Jocurilor Olimpice   | Roma, Italia                                                  |
| 1964 | A XVIII-a ediție a Jocurilor Olimpice  | Tokyo, Japonia                                                |
| 1968 | A XIX-a ediție a Jocurilor Olimpice    | Mexico, Mexic                                                 |
| 1972 | A XX-a ediție a Jocurilor Olimpice     | München, Germania de Vest                                     |
| 1976 | A XXI-a ediție a Jocurilor Olimpice    | Montréal, Quebec, Canada                                      |
| 1980 | A XXII-a ediție a Jocurilor Olimpice   | Moscova, URSS                                                 |
| 1984 | A XXIII-a ediție a Jocurilor Olimpice  | Los Angeles, California, SUA                                  |
| 1988 | A XXIV-a ediție a Jocurilor Olimpice   | Seul, Coreea de Sud                                           |
| 1992 | A XXV-a ediție a Jocurilor Olimpice    | Barcelona, Spania                                             |
| 1996 | A XXVI-a ediție a Jocurilor Olimpice   | Atlanta, Georgia (stat american), SUA                         |
| 2000 | A XXVII-a ediție a Jocurilor Olimpice  | Sydney, Australia                                             |
| 2004 | A XXVIII-a ediție a Jocurilor Olimpice | Atena, Grecia                                                 |
| 2008 | A XXIX-a ediție a Jocurilor Olimpice   | Beijing, China                                                |
| 2012 | A XXX-a ediție a Jocurilor Olimpice    | Londra, Regatul Unit al Marii Britanii și al Irlandei de Nord |
| 2016 | A XXXI-a ediție a Jocurilor Olimpice   | Rio de Janeiro, Brazilia                                      |
| 2021 | A XXXII-a ediție a Jocurilor Olimpice  | Tokyo, Japonia                                                |
| 2024 | A XXXIII-a ediție a Jocurilor Olimpice | Paris, Franța                                                 |
| 2028 | A XXXIV-a ediție a Jocurilor Olimpice  | Los Angeles, Statele Unite                                    |
| 2032 | A XXXV-a ediție a Jocurilor Olimpice   | Brisbane, Australia                                           |

## Vezi
- Jocurile Mondiale Special Olympics
- Jocurile Paralimpice
- România la Jocurile Paralimpice
- România la Jocurile Olimpice
- Parasporturi
- Sporturi paralimpice